# Werkfeuerwehr der Dillinger Hüttenwerke

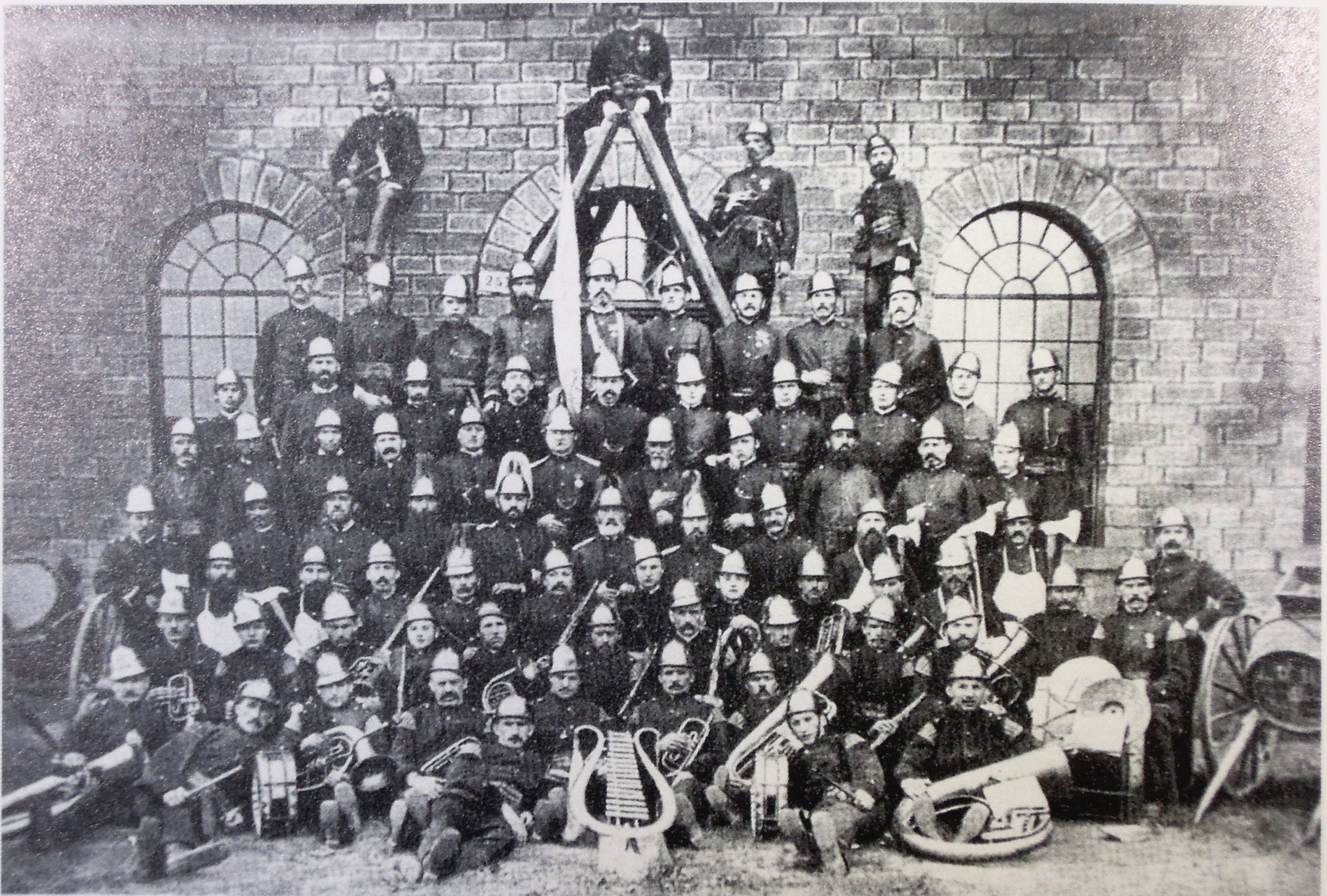
Das Brandcorps der Dillinger Hütte um 1880. Die 1864 im Werk gegründete Feuerwehr bestand nur aus Hüttenarbeitern. Ihnen wurde ab 1869 das Tragen einer Uniform gestattet.

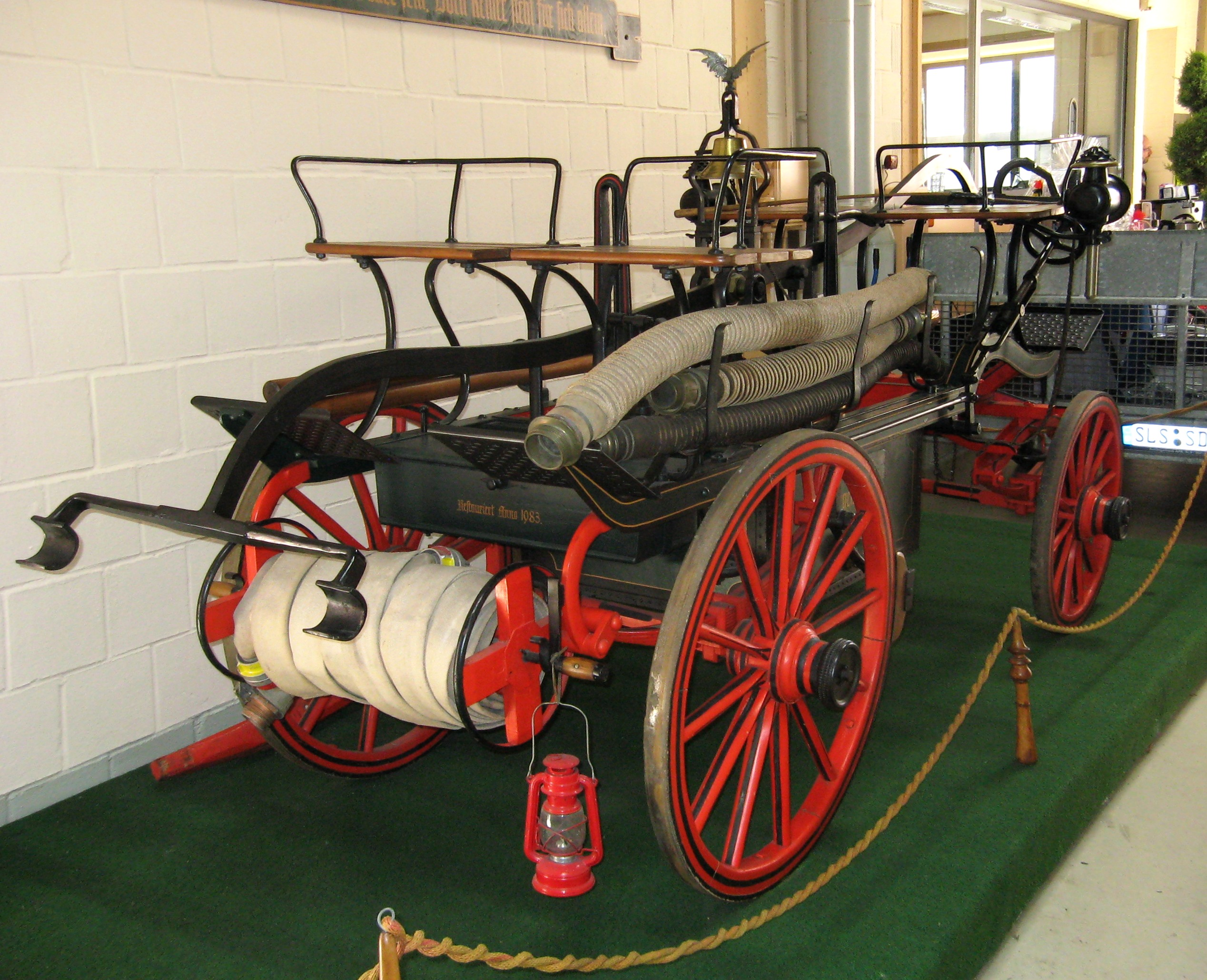
1983 restaurierte historische Spritze im Feuerwehrhaus

Die Werkfeuerwehr der Dillinger Hütte wurde 1901 gegründet und kann derzeit auf 100 Einsatzkräfte zurückgreifen. Diese teilen sich in 80 hauptberufliche und 20 nebenberufliche Feuerwehrangehörige auf. Hierdurch ist gewährleistet, dass rund um die Uhr mindestens eine Staffel (6 Feuerwehrangehörige) gestellt werden kann. Die Werkfeuerwehr bewältigt jährlich knapp 1300 Einsätze.
Die Werkfeuerwehr stellt den Brandschutz auf dem Gelände der Dillinger Hütte, auf welchem sich auch die Betriebe der ROGESA Roheisengesellschaft mbH und der Zentralkokerei Saar GmbH befinden. Außerdem ist sie auch für zwei Kindergärten, mehrere Liegenschaften außerhalb des Geländes, sowie für den Saarhafen Saarlouis/Dillingen zuständig.
Die Feuerwehr besitzt unter anderem zwei Einsatzleitfahrzeuge, drei Hilfeleistungslöschgruppenfahrzeuge, eine DLK 42, eine DLK 23/12, mehrere Kleinlöschfahrzeuge, ein Mannschaftstransportfahrzeug, zwei Gerätewägen Logistik, einen Gerätewagen Messtechnik, Gerätewagen Höhenrettung, Gerätewagen Werkstatt und drei Kommandowägen, sowie einen Schnelleinsatzwagen und einen Rettungswagen. Außerdem erweitern auch mehrere Anhänger den Fuhrpark, wie zum Beispiel ein Großraumlüfter. Insgesamt besitzt die Werkfeuerwehr Dillinger 31 Fahrzeuge. 
Die Aufgaben der Werkfeuerwehr unterteilen sich in die Bereiche:
- Abwehrender Brandschutz
- Vorbeugender Brandschutz
- Notfallrettung, Brandbekämpfung, Technische Hilfeleistung
- Atemschutz (120 Pressluftatmer) und Gasmesstechnik
- Brandsicherheitswachen
- Wartung und Prüfung von etwa 5000 Feuerlöschern
- Wartung, Prüfung und Abschaltungen von Brandmeldeanlagen (125 Brandmeldeanlagen mit 1550 Meldbereichen)
- Wartung, Prüfung und Abschaltungen von stationären Gas- und Wasserlöschanlagen (über 120 Gaslöschbereiche)